# Andrew Hao Jinli
Andrew Hao Jinli (* 1916 in Tongzhou, Guizhou; † 9. März 2011 in Gonghui) war römisch-katholischer Priester der Untergrundkirche und Bischof des Bistums Xiwanzi in der chinesischen Provinz Hebei.

## Leben
Hao stammte aus einer katholischen Familie. Neben ihm wurden zwei seiner Brüder Priester. Andrew Hao Jinli empfing 1943 die Priesterweihe. Er wurde Opfer der Machtübernahme der Kommunisten und schließlich 1958 von den chinesischen Behörden verhaftet und wegen „konterrevolutionärer Verbrechen“ zu zehn Jahren Gefängnis verurteilt. Nach Haftentlassung 1968 wurde er im Umerziehungslager Gonghui interniert. Erst 1981 wurde er freigelassen.
Nach dreijähriger Seelsorgetätigkeit wurde er 1984 in Nachfolge von Melchior Chang K'o-hing zum Bischof der Untergrunddiözese Chongli-Xiwanzi geweiht. 2002 wurde ihm wegen zunehmender gesundheitlicher Beeinträchtigungen Leon Yao Liang als Koadjutor beigestellt.
Hao Jinli war romtreuer Geistlicher und wurde nie von der Chinesisch Katholisch-Patriotischen Vereinigung anerkannt.